# Bujar Nishani
Bujar Faik Nishani, född 29 september 1966 i Durrës, död 28 maj 2022 i Berlin, Tyskland, var en albansk politiker. Han var landets president mellan 24 juli 2012 och 24 juli 2017.
Nishani hade dessförinnan haft poster i regeringen som justitieminister och inrikesminister.
Nishani hade en autoimmun sjukdom i levern och fick COVID-19 i mars 2022. Han blev tillfälligt bättre, men den autoimmuna sjukdomen spreds till lungorna. I april flögs han till ett sjukhus i Berlin där han föll i koma. Det stod klart att han aldrig skulle vakna och den 28 maj lät familjen honom somna in.